# Бой в Мессинском проливе
Бой в Мессинском проливе (276 год до н. э.) — морское сражение в ходе Пирровой войны между карфагенским и эпирским флотами.
После того, как положение Пирра на Сицилии стало ухудшаться, а многие города стали переходить на сторону карфагенян, эпирский царь решил покинуть остров и плыть в Италию на 110 кораблях. Однако карфагеняне напали на его флот, потопив 70 судов противника. Многие другие эпирские корабли были повреждены, и только 12-ти удалось добраться до Италии.